# Peter Winterbottom
Peter James Winterbottom (Otley, 31 maggio 1960) è un ex rugbista a 15 internazionale per l'Inghilterra, tra i partecipanti alla coppa del Mondo di rugby 1987; dopo la fine della carriera sportiva è divenuto dirigente d'azienda.

## Biografia
Flanker dell'Headingley, club di Leeds, Winterbottom intraprese studi economici all'università e si impiegò nel campo finanziario. Si mise in luce come rugbista di interesse nazionale nei primissimi anni ottanta, tanto che nel gennaio 1982 esordì in Nazionale inglese e ne rimase un punto fermo per più di un decennio: tra la prima partita contro l'Australia e l'ultima contro l'Irlanda nel Cinque Nazioni 1993 passarono infatti più di 11 anni e 58 incontri, tutti da titolare, che ne fecero lo specialista del ruolo più presente a livello internazionale per l'Inghilterra, prima di essere superato nel 2003 dall'altro flanker Neil Back. Fu anche il secondo inglese a raggiungere le 50 presenze internazionali dopo Rory Underwood.
In tutta la sua carriera internazionale, prese parte a tutti i Cinque Nazioni dal 1982 al 1993 tranne l'edizione del 1985, vincendone due, entrambi con il Grande Slam (1991 e 1992).
Fu presente anche alle prime due edizioni della Coppa del Mondo, nel 1987 in Australia e Nuova Zelanda e nel 1991 in Inghilterra, dove raggiunse la finale, poi persa contro l'Australia.
La sua ultima partita di club fu la finale di Coppa Anglo-Gallese 1992-93 persa contro Leicester.
Disputò anche 7 test match ufficiali per i British Lions in due tour, quelli del 1983 e del 1993, entrambi in Nuova Zelanda: quest'ultimo fu l'atto finale della sua carriera.
Dopo il ritiro ha continuato la sua attività manageriale, dapprima come broker finanziario presso la BCG Partner, poi, dall'aprile 2008, come intermediatore di titoli presso la Creditex.

## Palmarès
- Coppe Anglo-Gallesi: 1
Harlequins: 1990-91